# كرملين (حصن)

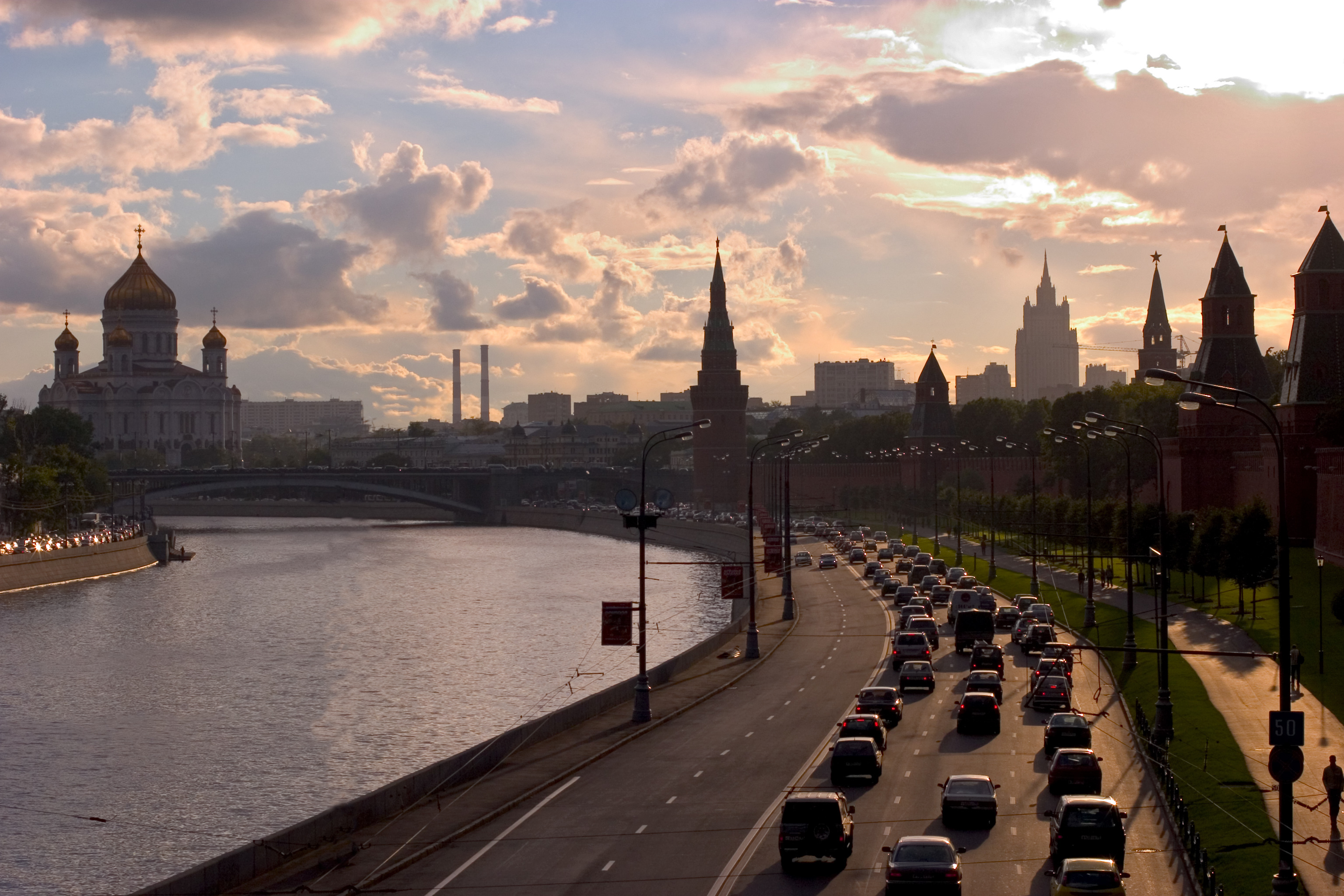
بانوراما من كرملين موسكو مع صورة ظلية لكاتدرائية المسيح المخلص (على اليسار)

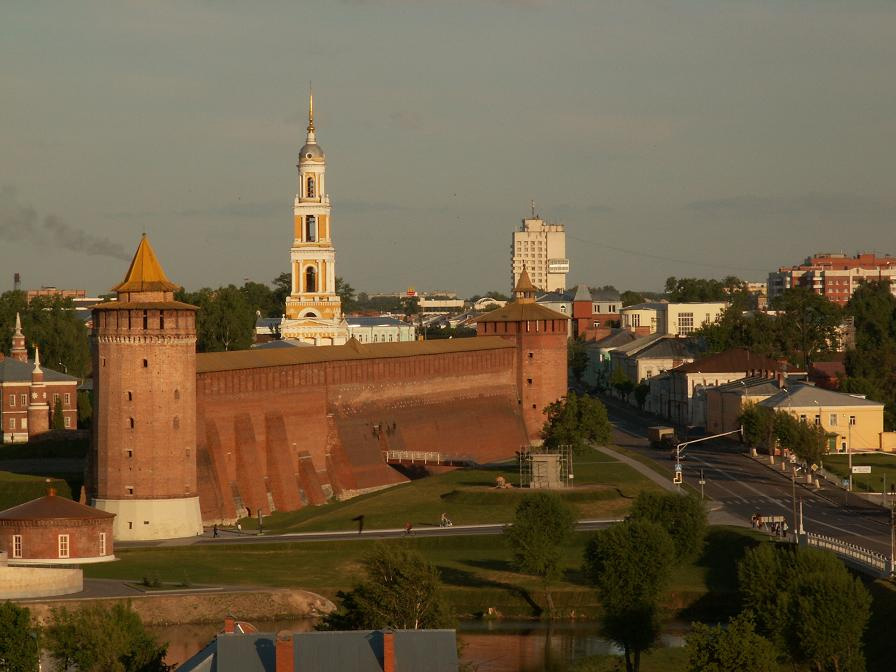
كرملين كولومنا (1525-1531)

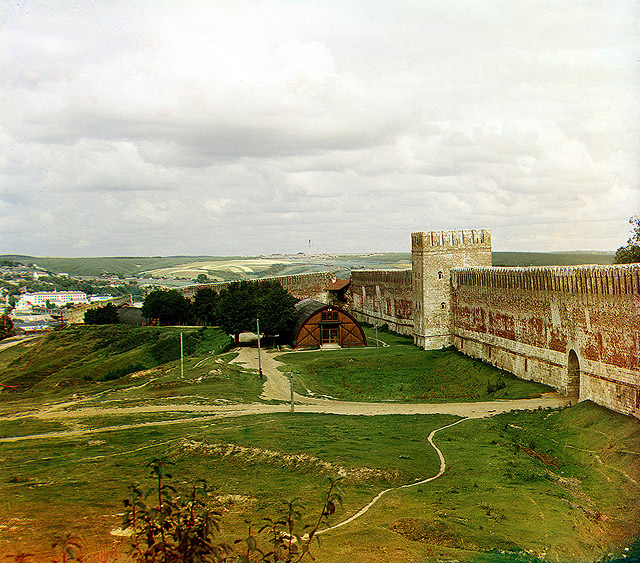
جدار الكرملين في سمولينسك المشيدة في القرن السادس عشر.

الكرملين (بالروسية: Кремль)‏(كريمل) هي مجموعة من الحصون للمدن في روسيا القديمة. كانت لتلك الحصون بُعد دفاعي وروحي وسياسي، وكنّ يؤوين البنى التحتية العسكرية ومراكز السلطة وأماكن العبادة.
تحتوي كل المدن القديمة على الكرملين الخاص بها، مثلها مثل الذي في نوفغورود أو مدينة كازان. وكان ذلك الذي في موسكو لقرون عديدة مركز القوة الروسية.

## أصل كلمة «الكرملين»
في الأصل، التحصينات الداخلية للمدن الروسية تحمل أسماء مختلفة: جراد، كروم، كرمنيك... إلخ حتى القرن السادس عشر، تم تعيين كرملين بواسطة ديتنيتس(بالروسية: детинец)‏، والتي تأتي من كلمة الطفل (بالروسية: дитя)‏(ديتيا)، لأن المحاربين في خدمة الأمير، الذي عاش هناك، كان يطلق عليهم الأطفال  ؛ هذه الكلمة لا تزال تستخدم في بعض اللغات السلافية.
لم تظهر كلمة الكرملين إلا من عام 1317، والمشتقة من كلمة kremnevka ، التي تعني الأشجار المستخدمة لبناء الحصون.

## الوصف
الكرملين هي حصون لبعض مدن روسيا القديمة، وعادة ما تكون بالأبراج والأسوار فتحات للرماة. في كثير من الحالات، كانت القرى المجاورة، أو القبيلة، الواقعة خارج الكرملين محصنة بتحصينات أخرى؛ لذلك يمثل الكرملين قلعة المدينة. في روسيا القديم، فقط البيوت التي لديها مثل هذه الحصون اعتبرت مدنا.
أحيانا بعض التحصينات تسمى بشكل خاطئ الكرملين (مثل حصنأورشيك، كينغيسيب، أو حصن آيفانغورود)، لأنه في وقت بنائها، لم تكن تحصينات المدينة ولكن بؤرا عسكرية. بعض الأديرة أيضا سميت بالكرملين، مثل سلوفيتسكي. إن تسمية الكرملين مثيرة للجدل: إن حصن الكسندروف، مقر إقامة إيفان الفظيع غالبا ما يسمى «الكرملين»، وكذلك القصور المحصنة في إيبارشي تُدعى أحيانا باسم كرملين روستوف أو كرملين فولوغدا.
غالبًا ما كان يتم إنشاء تحصينات إضافية خارج الكرملين. لم تكن مجرد حواجز، بل جدرانًا صلبة. فكما هو الحال مع أحياء Kitai-gorod ، Bely Gorod و Zemlyanoy Gorod ، الذين فاقت جودة جدرانهم جودة الكرملين، لدرجة أنهم استبدلوا الدور الوقائي لهذا الأخير. الأسوار الخارجية لسمولينسك، التي احتضنت في القرن السادس عشر القلعة وضواحيها، حلت مكان الكرملين القديم، لذلك تسمى اليوم كرملين سمولينسك. وبالمثل، فإن الكرملين الحجري الكبير في بلدة فيزما السفلى، من عام 1632، يضم منطقة أكبر بكثير من تلك الموجودة في المدينة العليا، ثم تحيط بها التحصينات الخشبية.

## كرمليناتروس كييف

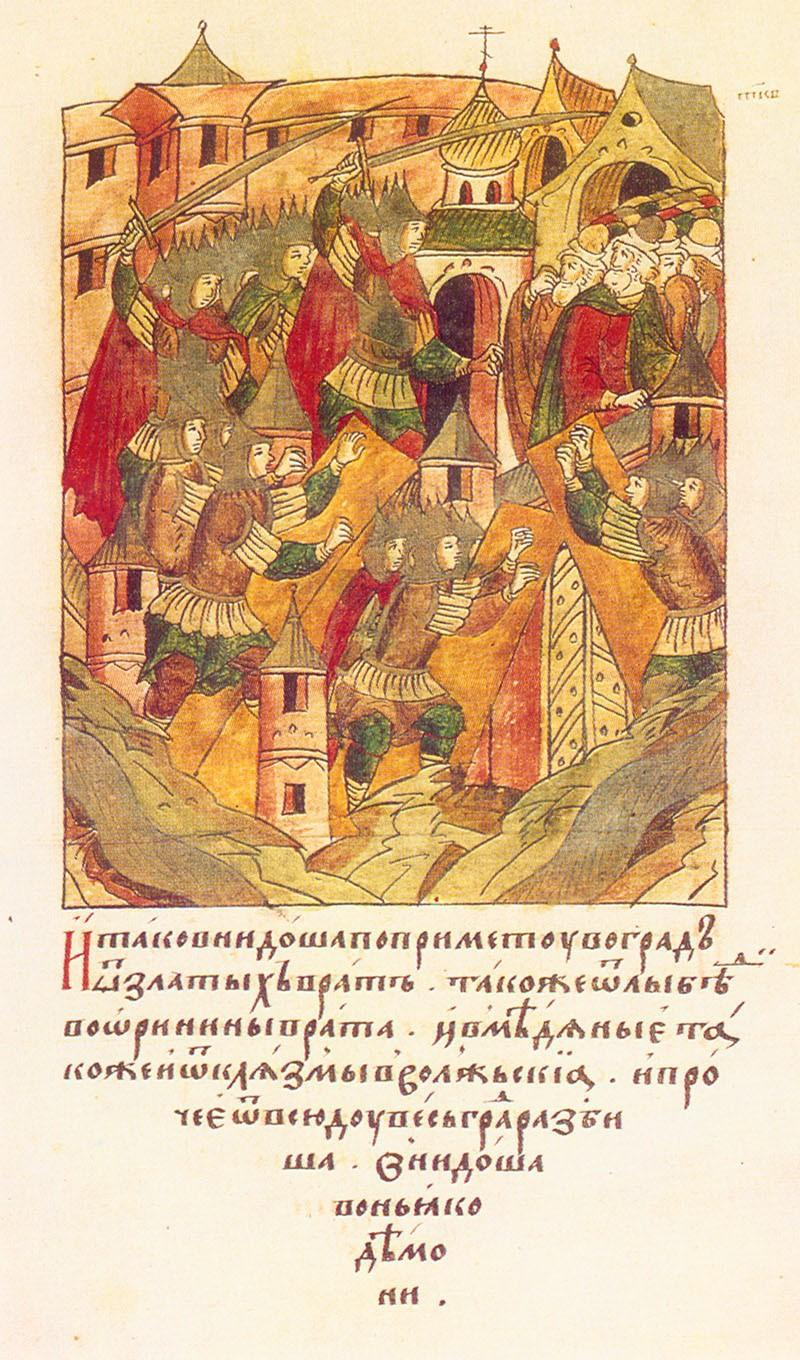
فلاديمير من قبل المغول. مصغرة من السجلات الروسية.

من القرن التاسع، بدأ السلافيون ببناء الحصون لحماية أراضيهم من أعدائهم، التي هي أصل كلمة غاراريكي لتسمية الممالك السلافية.
بنيت العديد من الكرملين من قبل جميع روس كييف، تم تحصين حوالي 400 بلدة وقرية  لم يبق معظمهم، ما بقي اليوم عبارة عن سدود دائرية فقط كانت عليها التحصينات. كانت المادة الأكثر استخدامًا في ذلك الوقت وهي الخشب وفيرة، مما سمح بالبناء السريع.
قلعة ليوبشانسك بالقرب ستارايا ادوغا، واحدة من القلاع الأولى من الحجر والخشب، وقد بنيت في القرن الثامن. أبراج وأبواب وجوانب الجدران الحجرية المعزولة، وبقايا القلاع الخشبية الحجرية، تشهد على انتشار هذه الطريقة في البناء؛ هذه هي حالة البوابة الذهبية في كييف، وبوابة بالاسم ذاته لفلاديمير.
ثم يظهر نوع خاص من الكرملين تحت تأثير الهندسة المعمارية البولندية والهنغارية في الغرب والجنوب الغربي من روسيا. ما يميز هذه الكرملينات هو وجود بين الجدران والأبراج الخشبية العالية برجًا من الحجارة يدعى فييجا (بالروسية: Вежа)‏، ويقع عادة بالقرب من أضعف أجزاء الكرملين، والذي يمكن أن يكون بمثابة برج للمراقبة. هذا هو الحال خاصة في كاميانيتس.
كانت المباني الأكثر أهمية في المدينة، مثل الكنائس ومستودعات الأسلحة وورش العمل والمباني الإدارية، موجودة في الكرملين. الموقع النموذجي للكرملين هو التل بالقرب من النهر والعوائق الطبيعية الأخرى.
أثناء الغزو المغولي لروسيا، أخذ المغول العديد من الكرملين من الخشب أو الخشب والحجارة وحرقوها (مثل في كوزلسك وريازان). جمد غزو التتار التطور المعماري للكرملين لمدة قرن ونصف.
تم الحفاظ على تقاليد بناء الكريملنات فقط في أراضي نوفغورود وبسكوف، والتي لم تكن قد عانت من الغزو المغولي. بلم تبنى هناك كرملينات فحسب (بما في ذلك بورخوف وإزبورسك)، ولكن أيضا لأول مرة قلاعا، والتي ما عادت دفاعات المدينة، ولكن مواقعا عسكرية (كما في كوبوريي، شليسبيورغ، كينغيسيب وكوريلا). كانت قلعة كروم بسكوف الأكثر أمناً، والتي قاومت عدداً لا نظير له.

## كرملينات روسيا

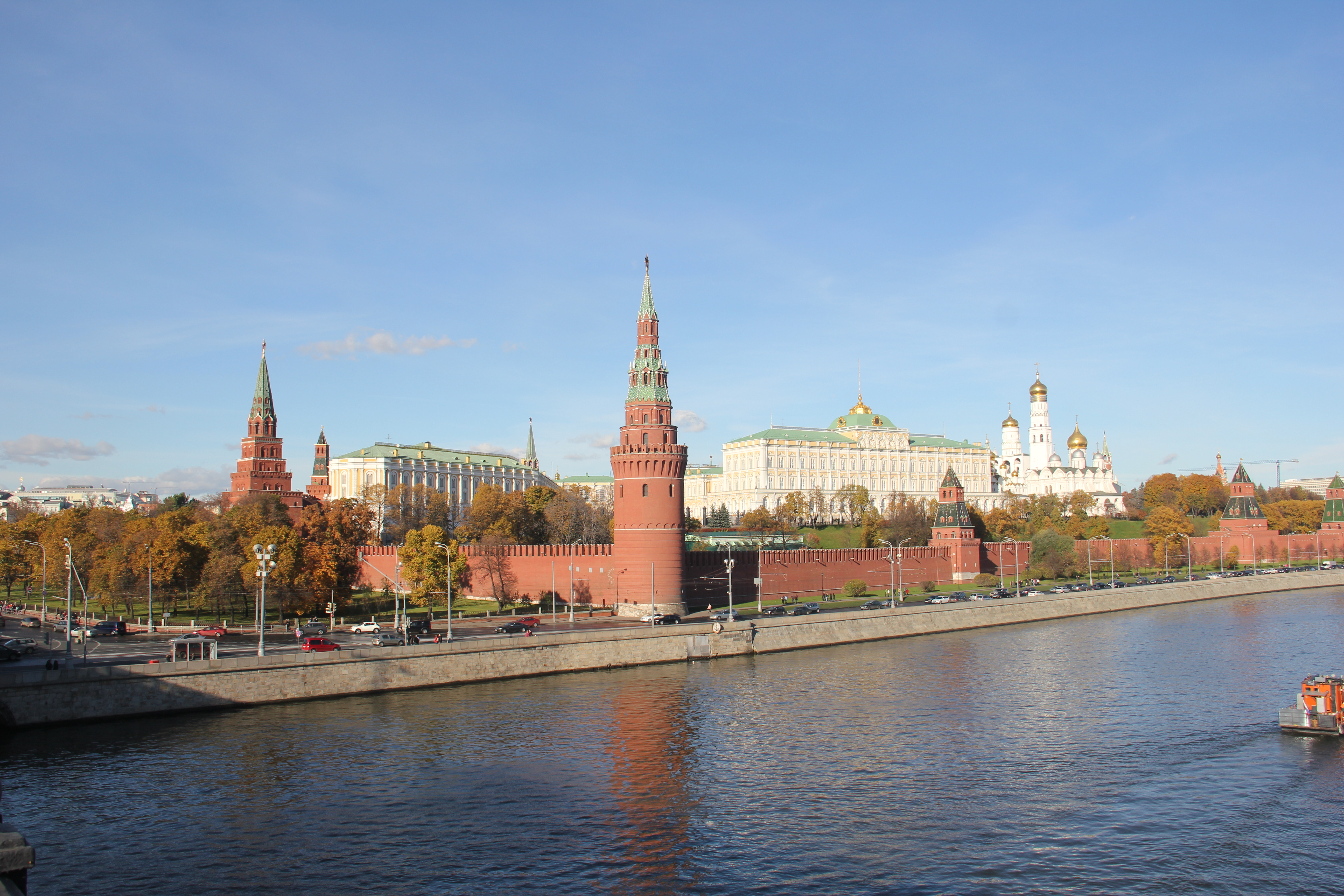
الكرملين

تم ذكر مصطلح «الكرملين» (أو الكرمنيك) لأول مرة في السجلات في عام 1317  للإشارة إلى الكرملين الخشبي في تفير.
بنيت كرملينات من قبل جميع قياصرة روسيا، من الشرق الأقصى إلى حدود السويد. جزء كبير منهم كانوا في الجنوب، حيث عززوا خط الدفاع ضد تتار القرم. بنيت الكريميلين من الخشب، مما ساهم في سرعة ظهورها: عام 1638 م، بنيت أسوار أستروغ ومدينة متسينسك، بطول إجمالي يزيد عن 3 كم يحيط به 13 برجًا، وبني جسرًا طوله مائة متر على نهر زوشا، كل ذلك في 20 يوما. وبالمثل، خلال رحلة استكشافية ضد كازان في ربيع عام 1551، تم بناء المباني والجدران الرئيسية (التي يبلغ مجموعها 2.5 كم) من مدينة سفياجسك في أقل من شهر.
رمز لإحياء الكريملن هو إعادة بناء الكرملين في موسكو في عام 1367 تحت حكم ديمتري الأول دونسكوي. في وقت لاحق، تم إعادة بناء أو تعزيز العديد من الكرملينات، مثل تلك التي في نيجني نوفغورود في 1374، التي تم إضافة البرج الحجري «دميتروفسكايا» لتعزيز تحصينات الخشب. في عهد إيفان الثالث، أعيد بناء الكرملين في موسكو من الطوب.
في القرن 16 و 17 بني 30 حصنا حجريا في روسيا القيصرية، واستمر التطوير حتى القرن 18 ؛ آخر الكرملين حجري تم بناؤه هو توبولسك من 1699 إلى 1717 ؛ هو أيضا أكثر كرملين ناحية الشرق في روسيا.

## من القرن 18 إلى 21

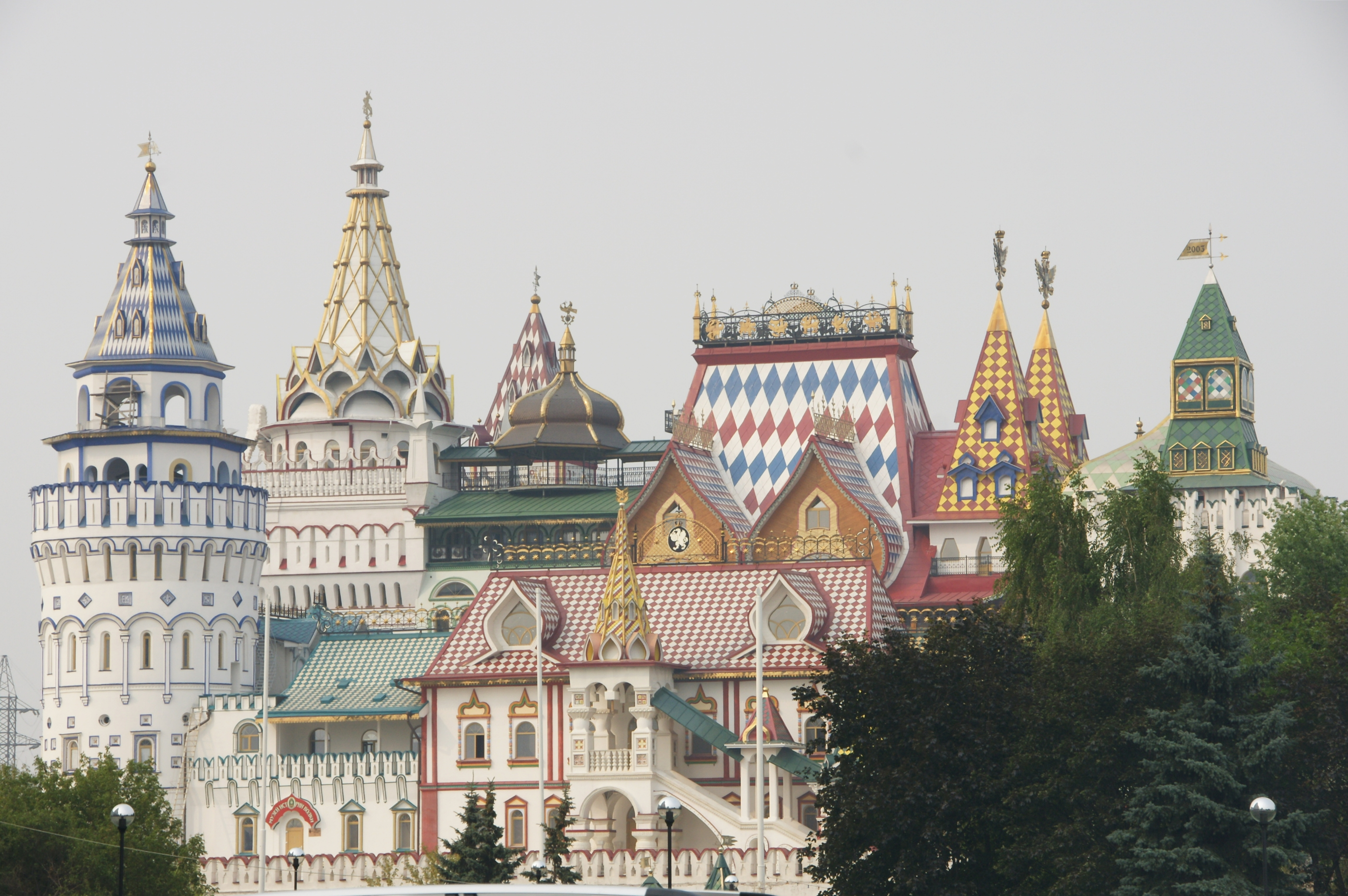
كرملين إزمايلوفو

من القرن 18 إلى 19، فقد الكريملن أهميته العسكرية، وتم تفكيك العديد منها  ، وخاصة الكرمالينات الخشبية (باستثناء بعض الأوستروج خارج الأورال).
تم تفكيك بعض أنواع الكرملين الحجرية بالكامل تقريباً، مثل موجايسك، وفيازما، وياروسلافل، وسربوخوف (تدمير هذا الأخير يرجع جزئيًا إلى استخدام مواده لبناء مترو موسكو في 1934). دُمر سمولينسك جزئيا من قبل الفرنسيين في عام 1812 ومن قبل الألمان في عام 1940.
بعض الكرملينات استعيد جزئيا في القرن 20 (بضع الأبراج من كرملين موسكو وكرملين سمولينسك.
و الكرملين في موسكو، والذي في قازان، وسوزدال وديتينيتس نوفغورود تم إدخالها في التراث العالمي لليونسكو.

### التقليد المعاصر
- في عام 2007، المركز الثقافي والترفيهي «كرملين إزمايلوفو» تم بناؤها في موسكو.
- في عام 2010 كرملين تساقثفوكوكشايسك تم بناؤها في يوشكار-أولا.

## قائمة غير شاملة من الكرملينات القائمة
هناك كرملينات في أراضي روسيا القديمة، في روسيا البيضاء وأوكرانيا وبولندا، لكن الكرملين هو خصيصة روسية.

### الكرملين الصخري
| اسم                   | صورة | حالة الحفظ                                                   |
| --------------------- | ---- | ------------------------------------------------------------ |
| كرملين أستراخان       |      | محفوظ جيدا (7 من 8 أبراج)                                    |
| كرملين فولوغدا        |      | محفوظ جزئيا                                                  |
| كرملين غدوف           |      | محفوظ جزئيا                                                  |
| كرملين زارايسك        |      | محفوظ جيدا                                                   |
| قلعة إيزبورسك         |      | محفوظ جيدا                                                   |
| كرملين قازان          |      | محفوظ جيدا (8 من 13 برج)                                     |
| كرملين كولومنا        |      | محفوظ جزئيا: مؤلف من 17 برج في الأساس، نجا من الدمار 6 فقط.  |
| كرملين موجايسك        |      | تبقت أجزاء بسيطة                                             |
| كرملين موسكو          |      | محفوظ جيدا                                                   |
| كرملين نيجني نوفقورود |      | محفوظ جيدا (12 من 13 برجا، البرج الثالث عشر رُمم في القرن 21) |
| كرملين نوفوجورود      |      | محفوظ جيدا (9 من 12 برجا). رُمم بين 1950 و 1960.              |
| كرملين بورخوف         |      | محفوظ بشكل كبير                                              |
| كروم بسكوف            |      | محفوظ جيدا                                                   |
| كرملين روستوف         |      | محفوظ جيدا                                                   |
| كرملين سربوخوف        |      | تبقى جزئين من الجدران.                                       |
| كرملين سمولينسك       |      | محفوظ جزئيا                                                  |
| قلعة ستارايا لادوغا   |      | محفوظ جزئيا                                                  |
| كرملين توبولسك        |      | محفوظ جزئيا                                                  |
| كرملين تولا           |      | محفوظ جيدا                                                   |

### الكرملين من الخشب والحجارة
| اسم               | صورة | حالة الحفظ                                   |
| ----------------- | ---- | -------------------------------------------- |
| فلاديمير الكرملين |      | تبقت البوابة الذهبية                         |
| حصن فيازما        |      | تبقى برجا                                    |
| ديتينيتس هرودنا   |      | jfrn hgjg tr'                                |
| برج Kamyanyets    |      | فقط البرج تبقى (فيجا)                        |
| ديتينيتس كييف     |      | بقيت البوابة الذهبية فقط، والتي أعيد بناؤها. |
| كرملين سيزران     |      | تبقى فقط برج سباسكايا باشنيا من 1683.        |

ويمكن ذكر حصون أخرى من الحجارة والخشب، والتي لم يتبق منها سوى القليل:
- ديتينيتس كوستروما، التي لم يبق منها سوى السدود؛
- كرملين تفير، الذي اختفى تماما.

### كرملين خشبية
لم يبق شيء من معظم الكرملين الخشبية. تبقت آثار في بعض الأحيان، مثل السدود. وبالنسبة لآخرين، حلت الهياكل الجديدة محل التحصينات القديمة. من بينهم نذكر:
- كرملين ألكسندروف، الذي بني عليه في القرن الثامن عشر دير دورميتيون من الكسندروف .
- كرملين فيليكي لوكي، الذي بني عليه في في القرن الثامن عشر سجنا.

بقايا وأنقاض:
- كرملين إيركوتسك، أحد أبراجها أصبح كنيسة سباسكايا.
- كرملين ريوريكوفو، ليس بعيدا عن نوفغورود، حيث لا تزال هناك كنيسة في حالة خراب.
- كرملين ياروسلافل، الذي بقي منه برجين، وتم دمج الجدران في دير تبدل المنقذ .

## الكرملين في الطوابع

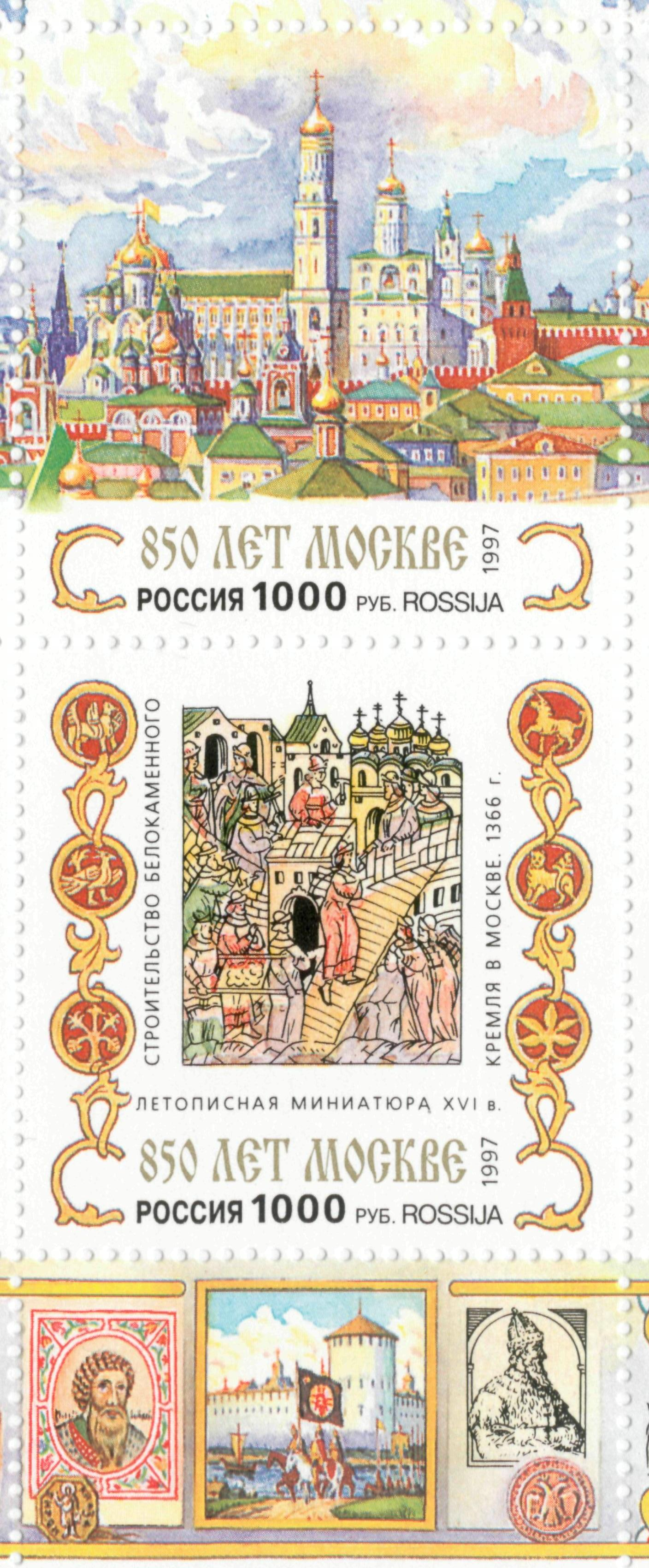
بناء الكرملين بالحجارة البيضاء في موسكو عام 1366. طابع بريد من عام 1997.

في عام 2009، أصدر البريد الروسي 12 طبعا من الرسوم التوضيحية للكرملين جيدة الحفظ:

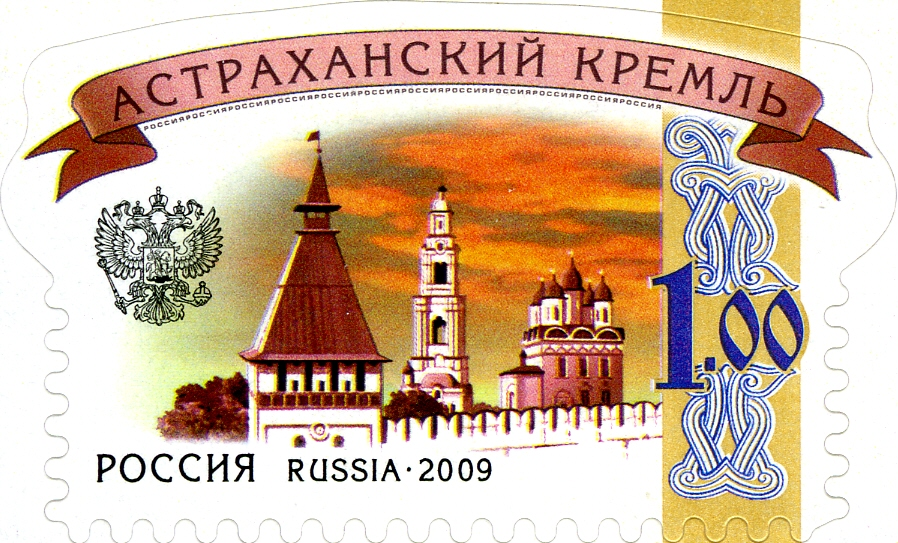
كرملين استراخان
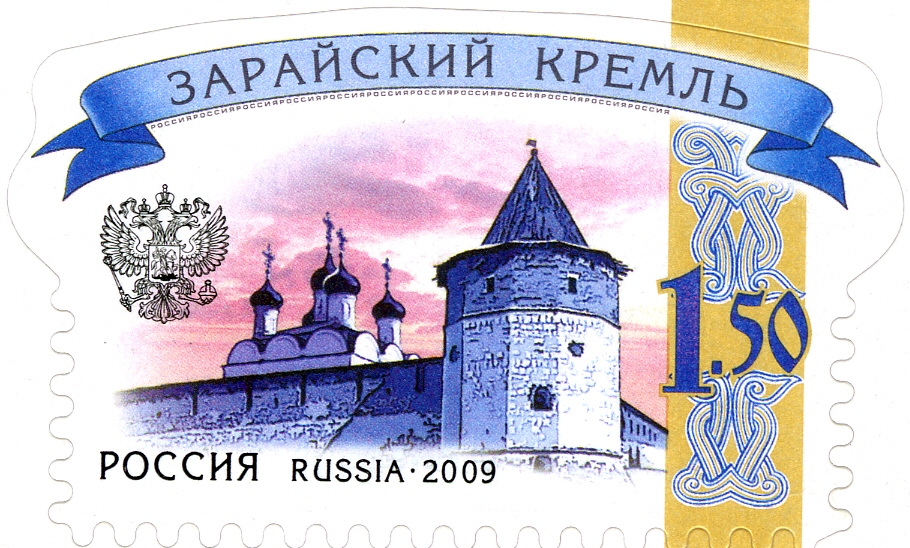
كرملين زاريانسك
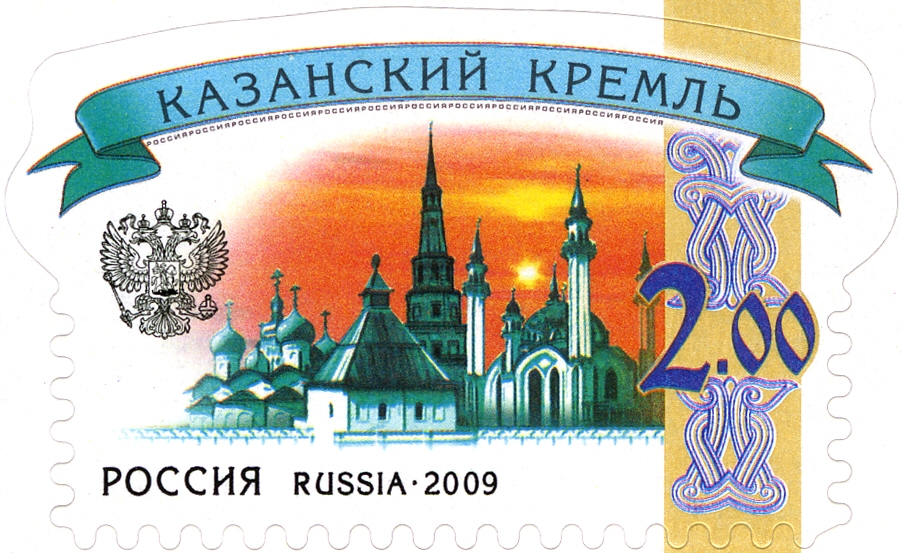
كرملين كازان
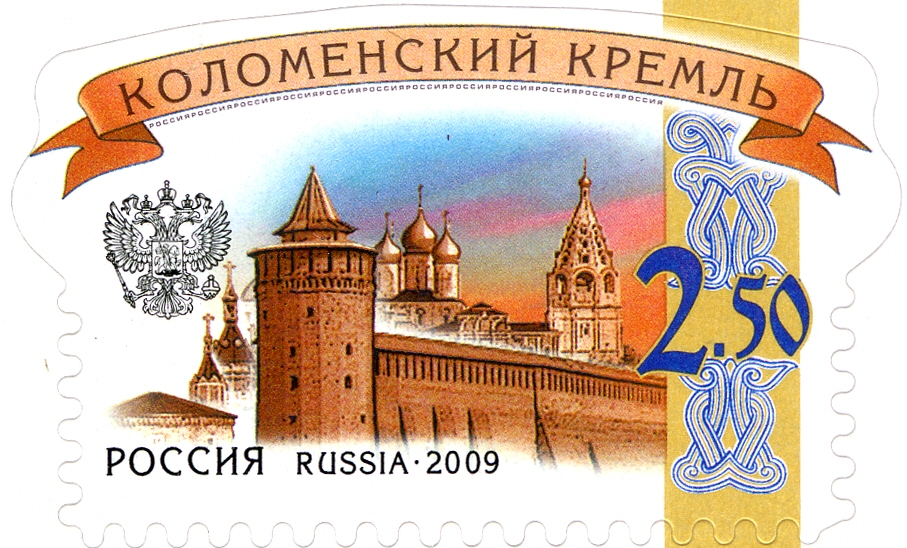
كرملين كولومنا
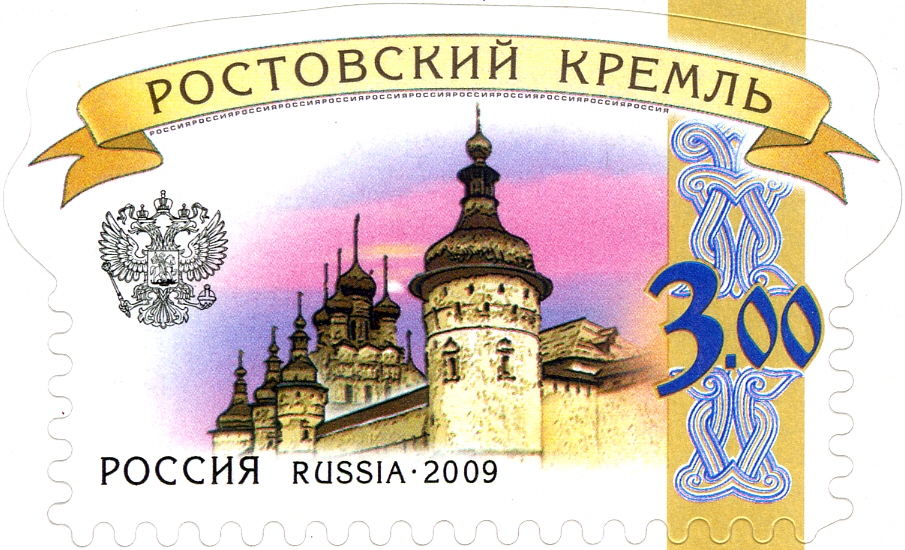
كرملين روستوف
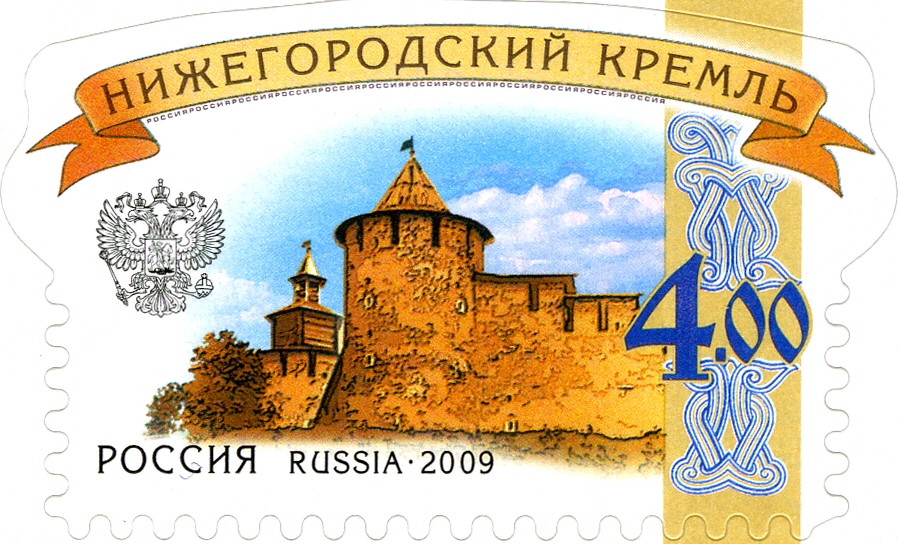
كرملين نيجني نوفغورود
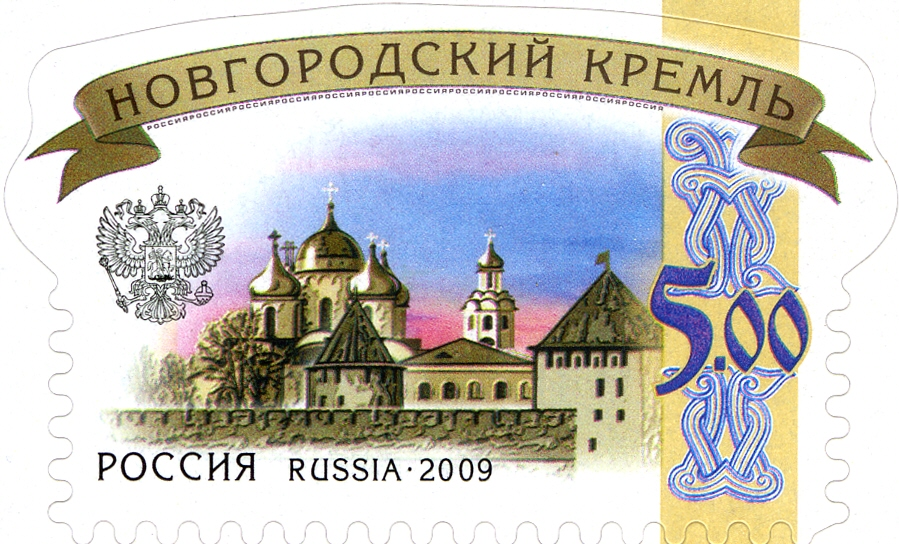
كرملين فيليكي نوفغورود
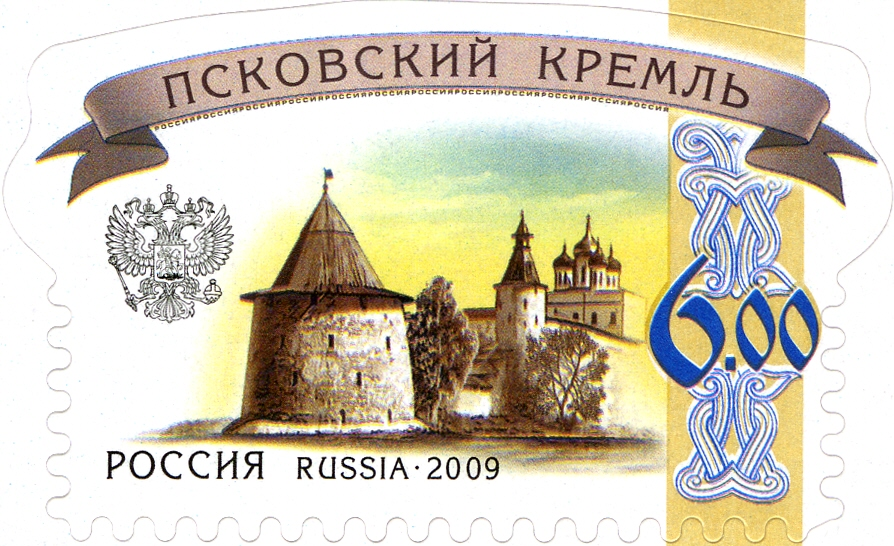
كروم بسكوف
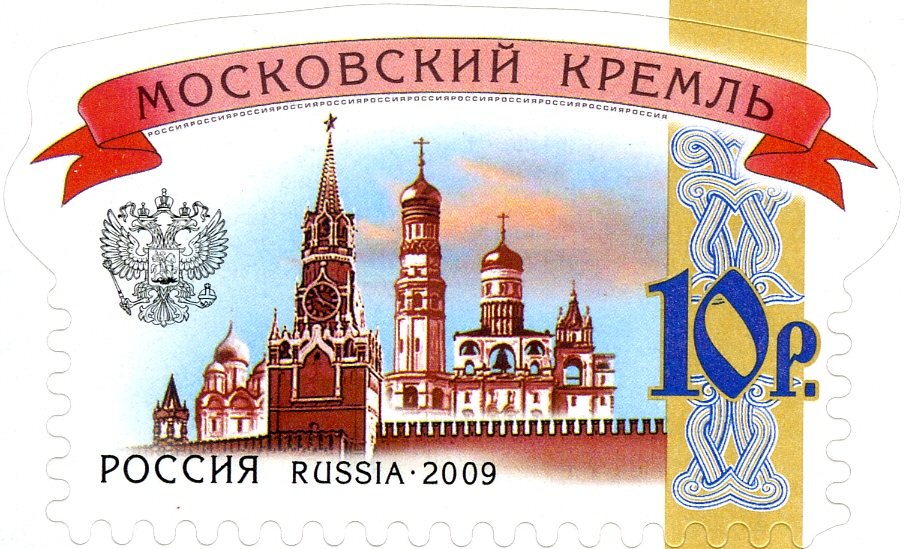
كرملين موسكو
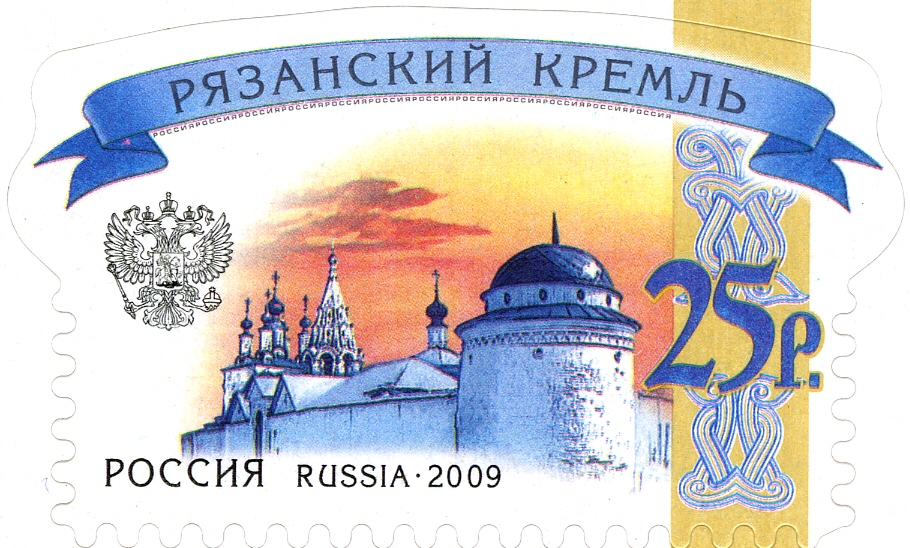
كرملين ريازان
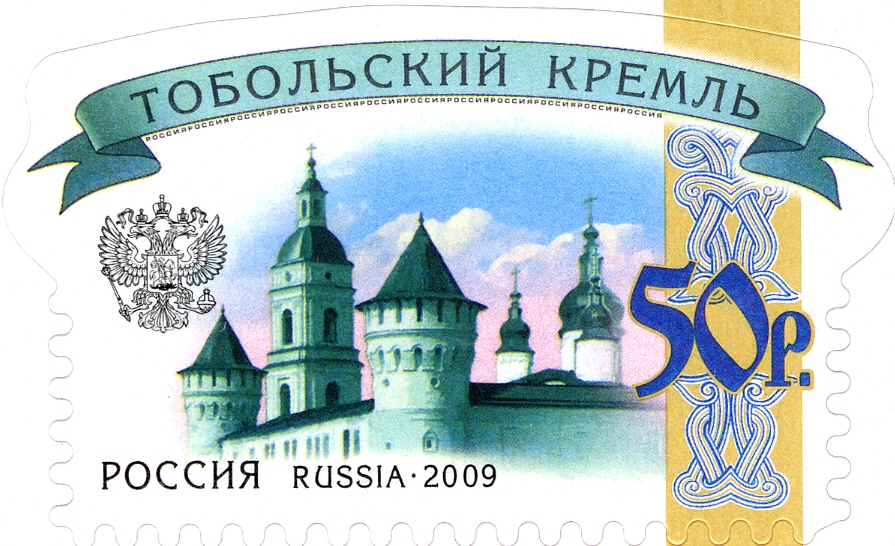
كرملين توبولسك
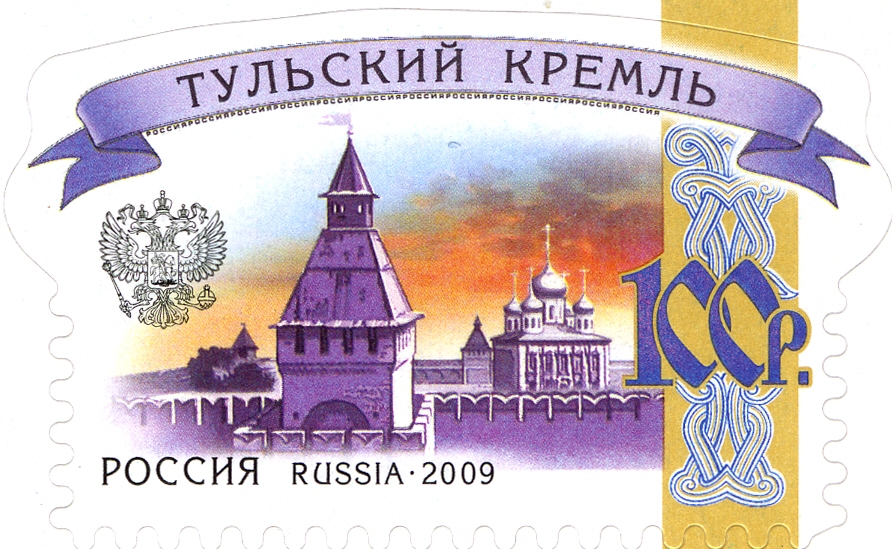
كرملين تولا

## مقالات ذات صلة
- تشيسكي كروملوف
- قلعة